# 马振声
马振声（1939年—），北京人，中国写意人物画家，北京语言大学教授，一级美术师，中央文史研究馆馆员。